# Arpin A-1
L'Arpin A-I est un avion de tourisme biplace britannique de l'entre-deux-guerres.
Monoplan à aile basse et train tricycle fixe, l'Arpin A-I se caractérisait par un moteur propulsif en étoile entraînant une hélice tournant entre les poutres supportant l'empennage. Le prototype [G-AFGB] effectua son premier vol le 7 mai 1938. 
Après remotorisation avec un Cirrus Minor I de 90 ch cet appareil fut évalué comme Arpin Mk 2 à Old Sarum (School of Army Co-operation) en décembre 1939 comme avion d’observation d’artillerie (AOP). On lui préféra le Taylorcraft Plus D à aile haute, qui deviendra l'Auster AOP. 